# 抗日阵亡将士纪念碑 (郁南)
抗日阵亡将士纪念碑，位于中国广东省云浮市郁南县建城镇西宁公园，建于1938年，1985年11月公布为郁南县文物保护单位。